# Karin Aurivillius

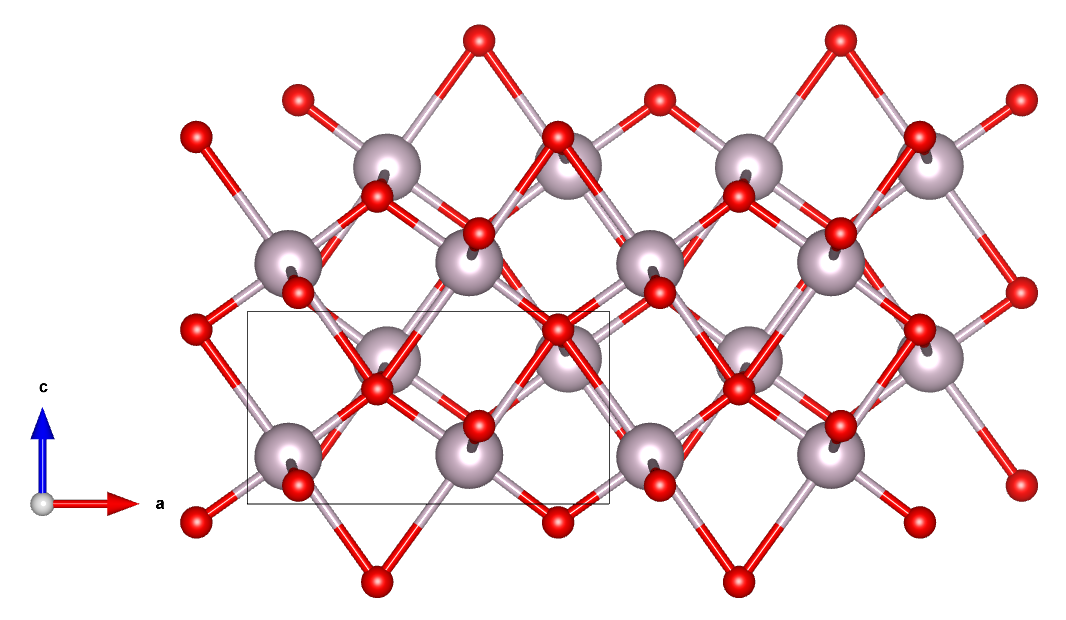
Montroyditkristallstruktur (Aurivillius 1964) längs b-axeln. (Skapad med hjälp av det kostnadsfria strukturprogrammet VESTA och CIF-data från Karin Aurivillius: Least-squares refinement of the crystal structures of orthorhombic HgO and of Hg2O2NaI.)

Karin Charlotta Aurivillius, född 29 februari 1920, död 22 mars 1982, var en svensk kemist och kristallograf vid Lunds universitet. Hon bestämde kristallstrukturerna för många kvicksilverföreningar.
Under 1960-talet hjälpte hon till att utveckla kristallografi i Sverige samtidigt som hon arbetade nära sin make och kemist, Bengt Aurivillius (1918–1994), som var professor i oorganisk kemi vid Lunds universitet.
För att ta fram den strukturella kemin hos oorganiskt kvicksilver (II) oxid eller sulfidföreningar studerade hon kristallstrukturer med röntgen- och neutrondiffraktionsmetoder. En del av hennes forskning utfördes vid Institute of Atomic Energy Research vid Atomic Energy Research Establishment (AERE) i Didcot, Oxfordshire i Storbritannien.
Karin Aurivillius är begravd på Solna kyrkogård.

## Verk
- Aurivillius, K. A. R. I. N. "The crystal structure of mercury (II) oxide studied by X-ray and neutron diffraction methods." Acta Chemica Scandinavica 10 (1956): 852–866.
- Aurivillius, Karin. The structural chemistry of inorganic mercury (II) compounds: some aspects of the determination of the positions of" light" atoms in the presence of" heavy" atoms in crystal structures. Diss. 1965.
- Aurivillius, K. A. R. I. N., and INCA-BRETT Carlsson. "The structure of hexagonal mercury (II) oxide." Acta Chemica Scandinavica 12 (1958): 1297.
- Aurivillius, Karin, and Bo Arne Nilsson. "The crystal structure of mercury (II) phosphate, Hg3 (PO4) 2." Z. Kristallogr 141.1-2 (1975): 1-10.
- Aurivillius, Karin, and Claes Stålhandske. "A reinvestigation of the crystal structures of HgSO4 and CdSO4." Zeitschrift für Kristallographie-Crystalline Materials 153.1-2 (1980): 121–129.
- Aurivillius, K. A. R. I. N., and L. E. N. A. Folkmarson. "The crystal structure of terlinguaite Hg4O2Cl2." Acta Chemica Scandinavica 22 (1968): 2529–2540.
- AURIVILLIUS, KARIN, and BIRGITTA MALMROS. "Studies on sulphates, selenates and chromates of mercury (II)." Acta Chem. Scand 15.9 (1961): 1932–1938.
- Aurivillius, K. A. R. I. N., and G-I. Bertinsson. "Structures of complexes between metal halides and phosphinothioethers or related ligands. X.[1, 9-Bis (diphenylphosphino)-3, 7-dithianonane] monoiodonickel tetraphenylborate." Acta Crystallographica Section B: Structural Crystallography and Crystal Chemistry 36.4 (1980): 790–794.